# Faith Makes Great
Faith Makes Great (chino simplificado: 理想照耀中国; pinyin: Li Xiang Zhao Yao Zhong Guo), es una serie de televisión china que fue transmitida del 4 de mayo de 2021 al 8 de julio del 2021 a través de Hunan TV.
La serie es realizada como parte de la celebración del centenario del Partido Comunista Chino, este año (2021).

## Historias
La serie está basada en una colección de episodios centrados en historias reales que sucedieron a lo largo de los 100 años del comunismo en China.

### Xia Yi Ge 100 Nian (下一个100年)

#### Personajes
| Actor         | Personaje     | Nº de episodios | Notas |
| ------------- | ------------- | --------------- | ----- |
| Wang Kai      | Gao Fei       | -               |       |
| Huang Pinyuan | Wang Youliang | -               |       |
| Ning Xin      | Xiao Ning     | -               |       |

### Guo Jing Yi Bei Shi Wo Jia (国境以北是我家)

#### Personajes
| Actor                                                              | Personaje      | Nº de episodios | Notas                           |
| ------------------------------------------------------------------ | -------------- | --------------- | ------------------------------- |
| Zeng Bu Ci Ren (普布次仁)                                          | Sang Jie Qu Ba | -               |                                 |
| Suo Lang Wang Mu (索朗旺姆)                                        |                | -               | Es la esposa de Sang Jie Qu Ba. |
| He Lie Bai Mu (赤列白姆) Suo Na Qu Ji (索娜曲吉)                   | Zhuo Ga        | -               |                                 |
| Ge Er Cai Rang Zhuo Ma (格尔·才让卓玛) Ci Ren Yang Jian (次仁央坚) | Yang Zong      | -               |                                 |

### Lei Lei De Xun Zhang (磊磊的勋章)

#### Personajes
| Actor               | Personaje  | Nº de episodios | Notas                      |
| ------------------- | ---------- | --------------- | -------------------------- |
| Liu Leilei (刘磊磊) | Liu Leilei | -               |                            |
| Liu Tianzuo         | -          | -               | Es un entrenador.          |
| Li Mengnan          | -          | -               | Es el padre de Liu Leilei. |

#### Producción
La historia fue dirida por Liu Guotong (刘国彤).

### Chun Zhi Ji (春之祭)

#### Personajes
| Actor         | Personaje   | Nº de episodios | Notas |
| ------------- | ----------- | --------------- | ----- |
| Hou Minghao   | Cai Fuzhen  | -               |       |
| Zhang Xueying | Wu Zhongwen | -               |       |
| Chen Heng     | Feng Keng   | -               |       |

### Xi Wang De Fang Zhou (希望的方舟)

#### Personajes
| Actor                | Personaje    | Nº de episodios | Notas                 |
| -------------------- | ------------ | --------------- | --------------------- |
| Lu Yi                | Gu Fangzhou  | -               |                       |
| Yuan Bingyan         | Jiang Jingwu | -               |                       |
| Zhang Yuqi           | Xiao Qiu     | -               |                       |
| Shao Jierui (邵杰睿) | A Chu        | -               |                       |
| Ye Zuxin             | -            | -               | Es el padre de A Chu. |
| Betty Yao            | -            | -               | Es la madre de A Chu. |
| Pan Yue (潘悦)       | Li Yiwan     | -               |                       |
| Wang Ruolin          | -            | -               |                       |
| Zhang Huan           | -            | -               |                       |

#### Producción
La historia fue dirigida por Wang Wei (王为), quien contó con el apoyo del guionista Li Hua (李花).

### Qing Chun Zhi Ge (青春之歌)

#### Personajes
| Actor                          | Personaje    | Nº de episodios | Notas           |
| ------------------------------ | ------------ | --------------- | --------------- |
| Tan Songyun Fu Yizhen (傅宜箴) | Wang Huiwu   | -               |                 |
| Yu Xiaoguang                   | Wang Yanchen | -               |                 |
| Ping An (平安)                 | Li Da        | -               |                 |
| Mao Junjie                     | Mrs. Qiu     | -               |                 |
| Han Wenliang                   | Mr. Qiu      | -               |                 |
| Li Yimeng                      | Qiu Yan      | -               |                 |
| Zhang Haoyue                   | Su           | -               | Es un director. |
| Zhu Guoyu (朱国昱)             | Jefe Li      | -               |                 |

#### Producción
La historia fue dirigida por el director Guo Tingbo (郭廷波), quien contó con el guiosnita Liu Shen (刘沈) y con los productores Liu Jia (刘佳) y Gao Jinxi.

### Niu Kou (纽扣)

#### Personajes
| Actor        | Personaje    | Nº de episodios | Notas |
| ------------ | ------------ | --------------- | ----- |
| Niu Junfeng  | Wang Jiawen  | -               |       |
| Zhang Jingyi | Zhang Huamei | -               |       |
| Zhao Luoran  | A Jie        | -               |       |

#### Producción
La historia fue dirigida por Zheng Shilong (郑世龙), quien uvo el apoyo del guionista Zhang Beisi y de Yan Han (闫涵) en la producción.

### Shou Hu (守护)

#### Personajes
| Actor        | Personaje     | Nº de episodios | Notas                          |
| ------------ | ------------- | --------------- | ------------------------------ |
| Lin Yongjian | Zhang Jueqian | -               |                                |
| Dai Xu       | Zhang Renya   | -               |                                |
| Tian Hao     | Zhang Jingmao | -               |                                |
| Wang Jiayu   | -             | -               | Es la esposa de Zhang Jingmao. |

#### Producción
La dirección de la historia estuvo a cargo de Zhao Xiao Ou y Zhao Xiaoxi, quienes tuvieron el apoyo del guionista Chen Xuan (陈萱). Mientras que la producción estuvo a cargo de Yang Juan (杨隽) y Xia Lingke (夏聆可).

### Wo Men De Zhen Di (我们的阵地)

#### Personajes
| Actor          | Personaje     | Nº de episodios | Notas |
| -------------- | ------------- | --------------- | ----- |
| Cheng Yi       | Guan Chonggui | -               |       |
| Jin Song       | Lao Li        | -               |       |
| Huang Xingyuan | Xiao Liu      | -               |       |
| He Gang        | Zheng Wei     | -               |       |
| Li Haoxuan     | Tuan Zhang    | -               |       |

#### Producción
La dirección y el guion de la historia estuvo en manos de Zhou Difei (周涤非).

### Di Wu Shi Wu Feng Xin (第五十五封信)

#### Personajes
| Actor         | Personaje      | Nº de episodios | Notas              |
| ------------- | -------------- | --------------- | ------------------ |
| Qin Junjie    | Chen Yian      | -               |                    |
| Jiang Mengjie | Li Zhiqiang    | -               |                    |
| Li Jianyi     | Chen Huangming | -               |                    |
| You Liping    | -              | -               | Es un restaurador. |

#### Producción
La dirección de la historia estuvo a cargo de Zhao Xiao Ou y Zhao Xiaoxi, mientras que el guion estuvo en manos de Guo Xiaohu (婷小狐).

### Lv Pi Che (绿皮车)

#### Personajes
| Actor                          | Personaje   | Nº de episodios | Notas                        |
| ------------------------------ | ----------- | --------------- | ---------------------------- |
| Dong Xuan                      | Zhao Xinhua | -               |                              |
| Zhang Jiani Wang Shengdi       | Xiao Shu    | -               |                              |
| Li Rui (李锐)                  | -           | -               | Es un oficial de la policía. |
| Li Fan (李繁) Meng Chen (梦晨) | Wang Jia    | -               |                              |
| Yang Liao (杨了)               | -           | -               | Es una pasajera.             |

#### Producción
La dirección de la historia fue realizada por Qu Jiangtao (曲江涛), quien tuvo el apoyo en el guion de Zhang Aoming (张澳明) y Xia Lingke (夏聆可).

### Tian He (天河)

#### Personajes
| Actor          | Personaje     | Nº de episodios | Notas                    |
| -------------- | ------------- | --------------- | ------------------------ |
| Deng Lun       | Wu Zutai      | -               |                          |
| Liu Youchang   | Liu Hongliang | -               |                          |
| Zhang Jingjing | Shui'er       | -               |                          |
| Yin Yuanzhang  | Líder Wang    | -               | Es el líder de la aldea. |
| Cong Jianzhang | Wang Quan     | -               |                          |
| Wang Zichen    | Yang Gui      | -               |                          |
| Song Meijie    | Bao Huizhen   | -               |                          |

#### Producción
La historia fue dirigida por Jiao Yongliang (焦永亮), quien tuvo el apoyo del guionista Qin Wen (秦文).

### Wo Jia Jiu Zai An Shang Zhu (我家就在岸上住)

#### Personajes
| Actor                 | Personaje                                        | Nº de episodios | Notas                   |
| --------------------- | ------------------------------------------------ | --------------- | ----------------------- |
| Chen Duling Wu Yanshu | Yan Hongying (de joven) Yan Hongying (de adulta) | -               |                         |
| Qiao Zhenyu Cui Kefa  | Zou Jiandong (de joven) Zou Jiandong (de adulto) | -               |                         |
| Zhang Junyi           | Líder Lei                                        | -               | Es el líder del equipo. |
| Rong Zishan           | Da Hai                                           | -               |                         |
| Lin Xinyi             | Yan Xiaomei                                      | -               |                         |
| Zhang Shihui          | Padre Yan                                        | -               |                         |

#### Producción
La historia fue dirigida por Guo Tingbo (郭廷波) y el guion estuvo a cargo de Chu Zheng (初征).

### Bing Yu Huo (冰与火)

#### Personajes
| Actor                    | Personaje  | Nº de episodios | Notas       |
| ------------------------ | ---------- | --------------- | ----------- |
| Guo Tao                  | Sun Wenhai | -               |             |
| Huang Jianxiang (黄健翔) | -          | -               | Es el jefe. |
| Zhao Leiqi               | Yang Bin   | -               |             |
| Liu Di (Natas Asoka)     | Hu Yitian  | -               |             |
| Hao Nan (淏楠)           | Jie Ke     | -               |             |
| Xu Duoduo (徐多多)       | Sun Xu     | -               |             |

#### Producción
La historia fue dirigida por Hong Ling (洪泠) y el guion estuvo en manos de Zhang Beisi (张贝思).

### Yuan Fang, Bu Yuan (远方，不远)

#### Personajes
| Actor                           | Personaje                                 | Nº de episodios | Notas                    |
| ------------------------------- | ----------------------------------------- | --------------- | ------------------------ |
| Karry Wang Gao Yuchuan (高禺川) | Lin Ming (de joven) Lin Ming (de pequeño) | -               |                          |
| Hou Yong                        | Jefe Wei                                  | -               |                          |
| Zhou Chengao                    | Liu Xiao                                  | -               |                          |
| Shi Kai                         | Wu Like                                   | -               |                          |
| Yang Meng                       | Li Shijing                                | -               |                          |
| Yang Tongshu                    | -                                         | -               | Es la madre de Lin Ming. |
| Chen Yutong                     | Lin Hong (de joven)                       | -               |                          |
| Xu Weiluo                       | Lin Ji (de joven)                         | -               |                          |

#### Producción
La dirección de la historia estuvo en manos de Wang Wei (王为) y el guion fue realizado por Li Hua (李花).

### Wo De Wu Lan Mu Qi (我的乌兰牧骑)

#### Personajes
| Actor        | Personaje | Nº de episodios | Notas                   |
| ------------ | --------- | --------------- | ----------------------- |
| Yan Yikuan   | -         | -               | Es el líder del equipo. |
| Peng Xiaoran | Qi Muge   | -               |                         |
| Li Landi     | Wu Renna  | -               |                         |
| Yu Yuexian   | Sa Ren    | -               |                         |
| Fang Zibin   | Ba Tu     | -               |                         |
| Ye Xiyue     | Mo Gede   | -               |                         |
| Wu Mingjing  | -         | -               |                         |

#### Producción
La historia fue dirigida por Wang Shuo (王硕), quien contó con el apoyo de los guionistas Hai Feng (海峰) y Xiao Ya (潇雅), mientras que la música estuvo a cargo de la compositora Dong Yingda (董颖达).

### Zhen Li De Wei Dao (真理的味道)

#### Personajes
| Actor     | Personaje    | Nº de episodios | Notas |
| --------- | ------------ | --------------- | ----- |
| Jin Dong  | Chen Wangdao | -               |       |
| Liu Yijun | Shao Lizi    | -               |       |
| Chuo Ni   | Juan Zi      | -               |       |
| Cao Lei   | Jiang Liu    | -               |       |
| Na Renhua | Madre Chen   | -               |       |
| Li Qingyu | -            | -               |       |
| Xu Yiming | -            | -               |       |

#### Producción
La historia fue dirigida por Mao Wei (毛溦) y el guion estuvo a cargo de Zhang Xian (张显).

### Xin Hao (信号)

#### Personajes
| Actor                         | Personaje      | Nº de episodios | Notas |
| ----------------------------- | -------------- | --------------- | ----- |
| Jing Chao                     | Wang Zhongyao  | -               |       |
| Sheng Yilun                   | Yu Youwei      | -               |       |
| Zhao Zhaoyi                   | An Ran         | -               |       |
| Shu Yaoxuan (舒耀宣 (舒耀瑄)) | Chen Fangyun   | -               |       |
| Zhao Hengxuan                 | Zhuang Zhaowen | -               |       |

#### Producción
La historia fue dirigida por Yao Bo (姚铂), quien contó con el apoyo del guionista Li Zhenghu (李正虎).

### Shi Guang Lie Che (时光列车)

#### Personajes
| Actor                        | Personaje                                         | Nº de episodios | Notas          |
| ---------------------------- | ------------------------------------------------- | --------------- | -------------- |
| Zuo Xiaoqing                 | He Xiuying                                        | -               |                |
| Liu Yan Zhang Shang Ming Zhu | Nian Nian (de adolescente) Nian Nian (de pequeña) | -               |                |
| Zhan Jingyi                  | He Xiuli                                          | -               |                |
| Luo Yutong                   | Wang Xiaoqin                                      | -               |                |
| Lin Peng                     | Doctor Lin                                        | -               | Es un médico.  |
| Hou Xiangling                | Jefe Hou                                          | -               |                |
| Xue Wenjun                   | Mtro. Xue                                         | -               | Es un maestro. |
| Lu Zhaoyang (吕兆阳)         | -                                                 | -               | Es el primo.   |

#### Producción
La dirección de la historia estuvo en manos de Zheng Shi Long (郑世龙), mientras que el guion estuvo a cargo de Yu Si (余思).

### Ba Mei (八妹)

#### Personajes
| Actor              | Personaje       | Nº de episodios | Notas             |
| ------------------ | --------------- | --------------- | ----------------- |
| Angelababy         | Tong Ying       | -               |                   |
| Yin Xiaotian       | Zhang Dingcheng | -               |                   |
| Huangyang Tiantian | Zhang Jinhui    | -               |                   |
| Yue Yaoli          | -               | -               | Es el jefe.       |
| Qian Zhe (千喆)    | Liu Caifu       | -               |                   |
| Si Ligeng          | Qiu Qianfeng    | -               |                   |
| Li Ang (李昂)      | Chen Rongguang  | -               |                   |
| Huang Ting (黄婷)  | -               | -               | Es un comentador. |
| Qiu Jiaqi (邱嘉棋) | -               | -               | Es un promotor.   |

#### Producción
La historia fue dirigida por Han Keyi (韩可一), quien también formó parte del guion junto a He Qingping (何庆平).

### Yi Jia Ren (一家人)

#### Personajes
| Actor        | Personaje | Nº de episodios | Notas |
| ------------ | --------- | --------------- | ----- |
| Li Yitong    | Du Fujia  | -               |       |
| Chen Ruoxuan | Du Fuguo  | -               |       |
| Kong Lin     | Li Helan  | -               |       |
| Chen Siyu    | Du Fumin  | -               |       |
| Jie Bing     | Du Jun    | -               |       |
| Zhang Xinmei | Zhang Mei | -               |       |

#### Producción
La direcicón de la historia estuvo a cargo de Wang Yuan (王元), mientras que el guion estuvo en manos de Zhang Xian (张显).

### Wo Shi Xiao Fang (我是小方)

#### Personajes
| Actor       | Personaje     | Nº de episodios | Notas                    |
| ----------- | ------------- | --------------- | ------------------------ |
| Leo Wu      | Fang Daceng   | -               |                          |
| Tao Hong    | Madre Fang    | -               |                          |
| Yu Cheng-en | Liu Xinda     | -               |                          |
| He Landou   | Fang Chengmin | -               |                          |
| Zhao Xuan   | Xiao Tang     | -               |                          |
| Ke Ying     | -             | -               | Es una joven.            |
| Tong Xiaohu | -             | -               | Es el fotógrafo en jefe. |
| Liu Chan    | Lao Jin       | -               | Es un oficial militar.   |

#### Producción
La dirección estuvo a cargo de Wang Wei (王为), mientras que en el guion estuvo en manos de Jiang Daqiao (姜大乔).

### Ge Zhang Zu Guo (歌唱！祖国)

#### Personajes
| Actor                | Personaje    | Nº de episodios | Notas                               |
| -------------------- | ------------ | --------------- | ----------------------------------- |
| Guo Xiaodong         | Wang Shen    | -               |                                     |
| Wang Ou              | Wang Huifang | -               |                                     |
| Yin Zhusheng         | -            | -               | Es el jefe de la casa de empeños.   |
| Li Jing              | -            | -               | Es el conductor del tren.           |
| Liu Jun              | -            | -               | Es un arquitecto.                   |
| Zhou Zhonghe         | Wang Bin     | -               |                                     |
| Wang Qing            | -            | -               | Es una maestra de escuela primaria. |
| Xiao Ranxin (肖然心) | -            | -               | Es una profesora universitaria.     |
| Bai Zeze (白泽泽)    | Xiao Pang    | -               |                                     |

#### Producción
La historia fue dirigida por Han Keyi (韩可一).

### Lie Xing (烈性)

#### Personajes
| Actor           | Personaje    | Nº de episodios | Notas |
| --------------- | ------------ | --------------- | ----- |
| Zhang Yixing    | Xiong Dazhen | -               |       |
| Tong Mengshi    | Wang Dexi    | -               |       |
| Wang Xin (王鑫) | Ye Qisun     | -               |       |
| Sun Haofu       | Qi Lu        | -               |       |
| Xu Xiaonuo      | Chen Yiming  | -               |       |
| Wang Pengxiang  | Chen Guang   | -               |       |
| Han Yuanqi      | Xiao Bao     | -               |       |

#### Producción
La historia fue dirigida por Qu Jiangtao (曲江涛) y el guion estuvo a cargo de Li Zhenghu (李正虎).

### Guang Mang (光芒)

#### Personajes
| Actor            | Personaje     | Nº de episodios | Notas                        |
| ---------------- | ------------- | --------------- | ---------------------------- |
| Feng Shaofeng    | Shi Yang      | -               |                              |
| Zhang Huiwen     | Liang Peiying | -               |                              |
| Yue Yang         | Zhang Baoluo  | -               |                              |
| Wu Yang          | Liu Xinlian   | -               |                              |
| Wang Jianxin     | -             | -               | Es un juez.                  |
| Guo Haolun       | -             | -               | Es un fiscal.                |
| Zhao Qianzi      | Shu Juan      | -               |                              |
| Feng Qing (冯青) | Xiu Qin       | -               |                              |
| Qiu Lin          | Guo Xiulan    | -               |                              |
| Xiao Ran (肖燃)  | -             | -               | Es el asistente de Shi Yang. |

#### Producción
La dirección estuvo a cargo de Zhou Difei (周涤非), mientras que el guion fue realizado por Li Hua (李花).

### Gui Lai (归来)

#### Personajes
| Actor                  | Personaje     | Nº de episodios | Notas                           |
| ---------------------- | ------------- | --------------- | ------------------------------- |
| Hu Ke                  | Xue Rong      | -               |                                 |
| Hao Ping               | Jefe Su       | -               |                                 |
| Fu Jia (傅迦)          | Jefe Gao      | -               |                                 |
| Zhang Shen (章申)      | -             | -               | Es un CEO.                      |
| Li Wenling (李文玲)    | -             | -               | Es la suegra de Xue Rong.       |
| Wang Siyi (王思懿)     | Dan Dan       | -               |                                 |
| Zhang Wenqian (张玟芊) | Zhao Xiaoqian | -               |                                 |
| Zhang Xiwen (张曦文)   | Wang Yani     | -               |                                 |
| Feng Mian (冯棉)       | Yu Jian       | -               |                                 |
| Ding Zidi (丁子迪)     | An Chunyan    | -               |                                 |
| Yang Xiaodan (杨晓丹)  | Qiao Jing     | -               |                                 |
| Yu Xiaorui (余骁睿)    | -             | -               | Es el pequeño hijo de Xue Rong. |

#### Producción
La historia fue dirigida por Jin Ye (金晔), quien contó con el apoyo de la guionista Qin Wen (秦文).

### Bing Tang (冰糖)

#### Personajes
| Actor                 | Personaje     | Nº de episodios | Notas |
| --------------------- | ------------- | --------------- | ----- |
| Ren Chengwei          | Deng Jiaguang | -               |       |
| Liu Yun               | Xu Luxi       | -               |       |
| Chen Ziyou (Run Chen) | Chen Hua      | -               |       |
| Yu Ting'Er            | Xiao Qian     | -               |       |
| Huang Junpeng         | Lao Wang      | -               |       |
| Shi Dasheng           | Shou Zhang    | -               |       |
| Ran Xu (冉旭)         | Xiao Gao      | -               |       |
| Li Mengfan (厉梦帆)   | Li Meng       | -               |       |
| He Dailing (何黛翎)   | Dian Dian     | -               |       |
| Zhu Zinuo (朱姿诺)    | Ping Ping     | -               |       |

#### Producción
La historia fue dirigida por Wang Yuan (王元), mientras que el guion estuvo a cargo de Su Peng (苏蓬).

### Xiang Yu (相遇)

#### Personajes
| Actor             | Personaje    | Nº de episodios | Notas |
| ----------------- | ------------ | --------------- | ----- |
| Wang Han          | Qi Yue       | -               |       |
| Yang Caiyu        | Ge Lan       | -               |       |
| Hu Yaozhi         | Mei Yi       | -               |       |
| Wang Shasha       | Ding Yilan   | -               |       |
| Qiao Minglin      | Jefe Zhou    | -               |       |
| Fang Xiang (方向) | Yang Zhaolin | -               |       |
| Zhou Qinlin       | Li Wu        | -               |       |
| Chen Weidong      | Li Zhihai    | -               |       |

#### Producción
La dirección estuvo a cargo de Yao Bo (姚铂), quien tuvo el apoyo del guionista Zhang Xian (张显).

### 173 Mi (173米)

#### Personajes
| Actor                   | Personaje    | Nº de episodios | Notas |
| ----------------------- | ------------ | --------------- | ----- |
| Zhang Yunlong           | Xia Li       | -               |       |
| Tian Xiaojie            | Xia Fuhua    | -               |       |
| Liu Shuailiang          | Li Quanyou   | -               |       |
| Zhou Bo (周波)          | Lv Feng      | -               |       |
| Dong Xiangrong (董向荣) | Gu Kai       | -               |       |
| Wang Bo (王博)          | Wu Keming    | -               |       |
| Yu Tan (于湉)           | Zhao Lei     | -               |       |
| Lu Mianda (卢勉达)      | Lin Hua      | -               |       |
| Cheng Xingkai (程兴凯)  | Hu Zhongyong | -               |       |
| Zheng Hongfei (赵宏飞)  | Lao Chen     | -               |       |

#### Producción
La historia fue dirigida por Hong Ling (洪泠), mientras que el guion estuvo a cargo de Jiang Daqiao (姜大乔).

### Yue Yu (越狱)

#### Personajes
| Actor              | Personaje   | Nº de episodios | Notas |
| ------------------ | ----------- | --------------- | ----- |
| Chen Xiao          | He Jingping | -               |       |
| Wang Xun           | Xu Lei      | -               |       |
| Yang Haoyu         | Lao Wan     | -               |       |
| Fu Yishen (傅宜省) | Xiao Lu     | -               |       |
| Huang Shuowen      | Xiang Yang  | -               |       |
| Zhang Yiyang       | Ming Tian   | -               |       |

#### Producción
La dirección estuvo a cargo de Mao Wei (毛溦), mientras que el guion fue realizado por Liu Shen (刘沈).

### Xi Wang De Tian Ye (希望的田野)

#### Personajes
| Actor                 | Personaje    | Nº de episodios | Notas                    |
| --------------------- | ------------ | --------------- | ------------------------ |
| Zhao Liying           | Lei Jinyu    | -               |                          |
| Liu Wei (刘威)        | Líder Liu    | -               | Es el líder de la aldea. |
| Shi Jingming (施京明) | Abuelo Lei   | -               |                          |
| Wu Shile (吴施乐)     | Lei Qingrong | -               |                          |
| Zhu Feng (朱烽)       | Lei Jiantao  | -               |                          |
| Dong Jiuhe (董玖合)   | Xuan Xuan    | -               |                          |

#### Producción
La dirección de la historia estuvo a cargo de Jiao Yongliang (焦永亮) y el guion fue realizado por la escritora Qin Wen (秦文).

### Xue Guo De Gou Huo (雪国的篝火)

#### Personajes
| Actor                | Personaje     | Nº de episodios | Notas             |
| -------------------- | ------------- | --------------- | ----------------- |
| Wang Jinsong         | Lao Qian      | -               |                   |
| Sun Jian             | Bu Lanzhang   | -               |                   |
| Lin Jiangguo         | -             | -               | Es un instructor. |
| Sun Xikun (孙锡堃)   | Tang Dou      | -               |                   |
| Wang Chuan           | Guo Hui       | -               |                   |
| Wang Yipu (王艺朴)   | Wu Hua        | -               |                   |
| Zhao Ziqi (赵子麒)   | Gao Liang     | -               |                   |
| Ge Zheng (葛铮)      | Chong Tianpao | -               |                   |
| Wang Guanqi (王冠淇) | Hu Dadao      | -               |                   |

#### Producción
La historia fue dirigida por Liu Guotong (刘国彤), quien tuvo el apoyo de la guionista Chu Zheng (初征).

### Ni De Yan Shen (你的眼神)

#### Personajes
| Actor                   | Personaje      | Nº de episodios | Notas |
| ----------------------- | -------------- | --------------- | ----- |
| Zu Feng                 | Long Yongcheng | -               |       |
| Yuan Shanshan           | Yang Limei     | -               |       |
| Gong Lei (公磊)         | Yu Yongsheng   | -               |       |
| Zheng Wei (郑伟)        | Zhong Lin      | -               |       |
| Zhang Xiqian (张喜前)   | Lao Zhang      | -               |       |
| Nyima Sungsung          | Esposa Yu      | -               |       |
| Long Yongcheng (龙勇诚) | Long Yongcheng | -               |       |

#### Producción
La dirección estuvo a cargo de Zheng Shilong (郑世龙), mientras que el guion fue realizado por Zhang Xian (张显).

### Bai Jun Ma (白骏马)

#### Personajes
| Actor                | Personaje                                           | Nº de episodios | Notas |
| -------------------- | --------------------------------------------------- | --------------- | ----- |
| Ma Shaohua Cao Jun   | Wu Dengyun (de adulto) Wu Dengyun (de adulto joven) | -               |       |
| Jiang Yiyan          | Wu Yan                                              | -               |       |
| Wei Ni (维妮)        | Gule Nu'Er                                          | -               |       |
| Ge Xiaofeng (葛晓凤) | Liu Qingqing                                        | -               |       |

#### Producción
La dirección de la historia estuvo en manos de Wang Shuo (王硕), quien tuvo el apoyo de los guionistas Wang Haifeng (王海峰) y Xiao Ya (潇雅).

### Nv Bing Tu Ji (女兵突击)

#### Personajes
| Actor                    | Personaje    | Nº de episodios | Notas                                                                   |
| ------------------------ | ------------ | --------------- | ----------------------------------------------------------------------- |
| Wu Qian                  | Song Xi      | -               | Es una joven oficial Naval del Ejército Popular de Liberación de China. |
| Zhang Ningjiang (张宁江) | -            | -               | Es el joven comandante en jefe.                                         |
| Mou Xing (牟星)          | Wang Juan    | -               |                                                                         |
| Lisha Minzi (李莎旻子)   | Liu Jiao     | -               |                                                                         |
| Su Mengdi (苏梦迪)       | Zhao Tong    | -               |                                                                         |
| Liao Jingsheng (廖京生)  | -            | -               | Es el padre de Song Xi.                                                 |
| Jerry Chang (常铖)       | Doctor Zhang | -               | Es un médico.                                                           |
| Li Muran (李沐然)        | Xiao Jia     | -               |                                                                         |

#### Producción
La historia contó con el director Zhou Difei (周涤非) y el escritor Li Hua (李花).

### Wang Xing Kong (望星空)

#### Personajes
| Actor                  | Personaje  | Nº de episodios | Notas |
| ---------------------- | ---------- | --------------- | ----- |
| Guo Jinglin (果靖霖)   | Zhou Ming  | -               |       |
| Wan Peng               | Zhou Qi    | -               |       |
| Zhang Lu (张陆)        | Wang Dong  | -               |       |
| Ma Su                  | Zhang Hong | -               |       |
| Feng Guoqiang (冯国强) | Chen Quan  | -               |       |
| Zhang Yakun (张亚坤)   | Chen Peng  | -               |       |
| Wang Kun (王堃)        | Huang Fan  | -               |       |

#### Producción
La historia sfue dirigida por Yao Bo (姚铂) y el guion estuvo en manos de Wang Wanqing (王琬晴).

### Xiu Cai Yu Dao Bing (秀才遇到兵)

#### Personajes
| Actor                  | Personaje  | Nº de episodios | Notas                         |
| ---------------------- | ---------- | --------------- | ----------------------------- |
| Jing Boran             | Qi Jianhua | -               |                               |
| Li Naiwen              | Miao Shi   | -               |                               |
| Zhang Zhijian (张志坚) | -          | -               | Es el comandante.             |
| Li Tingzhe             | -          | -               | Es un oficial de la policía.  |
| Lu Siheng (陆思恒)     | Líder Lu   | -               | Es el joven líder del equipo. |
| Xu Jia (徐佳)          | Líder Wang | -               | Es el líder del pelotón.      |

#### Producción
La historia fue dirigida por Jin Ye (金晔) y escrita por Jiang Daqiao (姜大乔).

### Jue Ze (抉择)

#### Personajes
| Actor                    | Personaje     | Nº de episodios | Notas |
| ------------------------ | ------------- | --------------- | ----- |
| Wang Yibo                | Jiang Xianyun | -               |       |
| Song Xi (宋熹)           | Xu Zhidan     | -               |       |
| Huang Haibing            | Mao Zedong    | -               |       |
| Tu Songyan               | He Yingqin    | -               |       |
| Zhang Zhengyang (张正阳) | Jiang Jieshi  | -               |       |

#### Producción
La dirección fue realizada por Jin Ye (金晔), mientras que el guion estuvo en manos de Chu Zheng (初征).

### Po Bing (破冰)

#### Personajes
| Actor                | Personaje     | Nº de episodios | Notas |
| -------------------- | ------------- | --------------- | ----- |
| Du Chun              | Wang Boyang   | -               |       |
| Hu Yajie (胡亚捷)    | Yang Bin      | -               |       |
| Caesar Wu            | Li Zhenxing   | -               |       |
| Chen Jingke          | Chen Xiaoyong | -               |       |
| Pan Binlong (潘斌龙) | Wang Leyi     | -               |       |
| Shi An (是安)        | Han Yongshan  | -               |       |
| Dai Lele (代乐乐)    | Xia Hongmei   | -               |       |
| Yu Meiren (喻美壬)   | Yang Qiyun    | -               |       |
| Du Ruoxi (Sunny Du)  | Hou Aiying    | -               |       |
| Huang Xiaoge         | Liu Fanghua   | -               |       |
| Zhou Yitong          | Fang Meiyuan  | -               |       |
| Li Ming (李明)       | Lao Zhaotou   | -               |       |
| Luo Yan (骆言)       | Liang Wenrong | -               |       |

#### Producción
Finalmente la última historia fue dirigida por Jiao Yongliang (焦永亮), quien contó con el guionista Li Zhenghu (李正虎).

## Episodios
La serie está conformada por cuarenta episodios, los cuales fueron emitidos todos los lunes, martes, miércoles y jueves.
Cada episodio narró una historia independiente, con una duración de 25 minutos.

## Producción
En la producción del drama participaron 18 guionistas, 16 directores y más de 40 artistas.
Fue dirigida por Fu Dongyu (傅东育) y Wang Wei, quienes contaron con el apoyo de los guionistas Liang Zhenhua (梁振华), Chu Zheng, Hsuan Chen y Qin Wen. 
Mientras que la producción estuvo en manos de Wang Ke (王柯) y Zhang Linxi (张琳熙).
La serie también contó con el apoyo de las compañías de producción Hunan Broadcasting System, Mango Excellent Media, Mango Entertainment y Mango Studios.